# Mylothris winstoniana
Mylothris winstoniana is een vlinder uit de familie van de witjes (Pieridae). De wetenschappelijke naam van de soort is voor het eerst geldig gepubliceerd in 1891 door Sharpe.